# ホセ・ベラス
ホセ・エンヘル・ベラス・ロメロ（José Enger Veras Romero, 1980年10月20日 - ）は、ドミニカ共和国サントドミンゴ出身の元プロ野球選手（投手）。右投右打。

## 経歴

### マイナー時代
1998年1月19日にタンパベイ・デビルレイズと契約。ルーキー級ガルフ・コーストリーグ・デビルレイズで5試合に登板し、1勝1敗、防御率6.75だった。
1999年はルーキー級プリンストン・デビルレイズで14試合に登板し、3勝5敗、防御率7.12だった。
2000年はA級チャールストン・リバードッグスで20試合に登板し、8勝8敗、防御率4.81だった。
2001年はA+級ベーカーズフィールド・ブレイズで27試合に登板し、9勝8敗、防御率4.53だった。
2002年はA-級ハドソンバレー・レネゲイズとA+級ベーカーズフィールドでプレー。A+級では11試合に登板し、3勝4敗、防御率5.34だった。
2003年はAA級オーランド・レイズとAAA級ダーラム・ブルズでプレー。AA級では27試合に登板し、6勝9敗、防御率3.45だった。
2004年はAA級モンゴメリー・ビスケッツとAAA級ダーラムでプレー。AAA級では30試合に登板し、6勝5敗、防御率5.23だった。10月15日にFAとなった。11月15日にテキサス・レンジャーズとマイナー契約を結んだ。
2005年はAAA級オクラホマ・レッドホークスで57試合に登板し、3勝5敗24セーブ、防御率3.79だった。10月15日にFAとなった。

### ヤンキース時代
2005年11月27日にニューヨーク・ヤンキースとマイナー契約を結んだ。
2006年6月18日にヤンキースとメジャー契約を結び、6月20日にAAA級コロンバス・クリッパーズへ異動した。8月4日にメジャーへ昇格し、8月5日のボルチモア・オリオールズ戦でメジャーデビュー。5点ビハインドの7回裏から登板し、2回を無安打無失点1四球に抑えた。シーズンでは12試合にすべてリリーフで登板し、0勝0敗1セーブ、防御率4.09だった。
2007年4月1日に右肘の故障で15日間の故障者リスト入りし、5月15日に60日間の故障者リストへ異動した。8月15日に故障者リストから外れたが、同日にAAA級スクラントン・ウィルクスバリ・ヤンキースへ降格。登録枠が拡大された9月1日に再昇格した。この年は9試合の登板にとどまり、0勝0敗2セーブ、防御率5.79だった。
2008年は先発に転向したジョバ・チェンバレンに代わるセットアッパーとして活躍。60試合に登板し、5勝3敗、防御率3.59だった。
2009年3月10日にヤンキースと1年契約に合意し、開幕ロースター入りした。開幕後は25試合に登板したが、6月16日にDFAとなった。

### インディアンス時代
2009年6月24日に金銭トレードでクリーブランド・インディアンスへ移籍した。8月5日にDFAとなり、8月11日にAAA級コロンバスへ降格した。9月1日に再びインディアンスとメジャー契約を結んだ。この年は22試合に登板し、1勝2敗、防御率4.38だった。オフの12月12日にノンテンダーFAとなった。

### マーリンズ時代
2010年1月29日にフロリダ・マーリンズとマイナー契約を結んだ。4月3日にマーリンズとメジャー契約を結び、開幕ロースター入りした。開幕後は4試合連続で失点するなど結果を残せず、4月14日にDFAとなり、4月16日にAAA級ニューオーリンズ・ゼファーズへ降格した。6月25日にマーリンズと再びメジャー契約を結んだ。この年は48試合に登板し、3勝3敗、防御率3.75だった。オフの12月2日にノンテンダーFAとなった。

### パイレーツ時代
2011年1月18日にピッツバーグ・パイレーツとマイナー契約を結んだ。3月31日にパイレーツとメジャー契約を結び、開幕ロースター入りした。この年は自己最多の79試合に登板し、2勝4敗1セーブ、防御率3.80だった。

### ブルワーズ時代
2011年12月12日にケイシー・マギーとのトレードでミルウォーキー・ブルワーズへ移籍。
2012年2月14日にブルワーズと1年契約に合意し、開幕ロースター入りした。この年は72試合に登板し、5勝4敗1セーブ、防御率3.63だった。10月31日に40人枠から外れ、AAA級ナッシュビル・サウンズへ降格し、11月1日にFAとなった。

### アストロズ時代
2012年12月21日に年俸185万ドルと出来高50万ドルの1年契約（2年目は325万ドルのオプション）でヒューストン・アストロズと契約した。
2013年はは開幕前の3月に開催された第3回ワールド・ベースボール・クラシック(WBC)のドミニカ共和国代表に選出された。シーズンでは42試合に登板し、0勝4敗19セーブ、防御率2.93だった。

### タイガース時代
2013年7月29日にダンリー・バスケスと後日発表選手とのトレードでデトロイト・タイガースに移籍した。この年は25試合に登板し、0勝1敗2セーブ、防御率3.20だった。オフの11月1日にタイガースは2014年のオプションを破棄し、FAとなった。

### カブス時代
2013年12月27日にシカゴ・カブスと1年契約を結んだ。
2014年は開幕ロースター入りしたが、4月25日に左斜筋を痛め、翌26日に15日間の故障者リスト入りした。5月14日に復帰。復帰後は6試合に登板し、1敗したものの5試合は無失点に抑えていたが、6月3日にDFAとなった。

### アストロズ復帰
2014年6月16日に古巣のアストロズとマイナー契約を結んだ。契約後はAAA級オクラホマシティ・レッドホークスでリリーフとして2試合に登板し、計2回を無失点に抑えた。6月26日にアストロズとメジャー契約を結んだ。アストロズ復帰後は、34試合にリリーフ登板して防御率3.03・4勝を挙げて無敗と好投を披露した。シーズン通算では46試合に登板し、7年連続で45試合以上に投げた。防御率は実に5年ぶりに4.50を超えたが、一方で奪三振率は2年ぶりに9.0以上に戻し、まずまずのシーズンを送った。オフにFAとなった。また11月7日に日米野球2014のMLB選抜に選出された。この時は、FAだったがアストロズのユニフォームで出場している。

### アストロズ退団後
2015年2月10日にアトランタ・ブレーブスとマイナー契約を結ぶが3月19日に解雇となる。5月18日にアストロズとマイナー契約を結ぶが7月30日にFAとなる。オフにドミニカ共和国のウィンターリーグでプレー。
2016年6月20日に独立リーグ・アトランティックリーグのブリッジポート・ブルーフィッシュと契約。

## 詳細情報

### 年度別投手成績
| 年 度    | 球 団    | 登 板 | 先 発 | 完 投 | 完 封 | 無 四 球 | 勝 利 | 敗 戦 | セ 丨 ブ | ホ 丨 ル ド | 勝 率 | 打 者 | 投 球 回 | 被 安 打 | 被 本 塁 打 | 与 四 球 | 敬 遠 | 与 死 球 | 奪 三 振 | 暴 投 | ボ 丨 ク | 失 点 | 自 責 点 | 防 御 率 | W H I P |
| -------- | -------- | ----- | ----- | ----- | ----- | -------- | ----- | ----- | -------- | ----------- | ----- | ----- | -------- | -------- | ----------- | -------- | ----- | -------- | -------- | ----- | -------- | ----- | -------- | -------- | ------- |
| 2006     | NYY      | 12    | 0     | 0     | 0     | 0        | 0     | 0     | 1        | 1           | ----  | 43    | 11.0     | 8        | 2           | 5        | 0     | 0        | 6        | 1     | 1        | 5     | 5        | 4.09     | 1.18    |
| 2007     | NYY      | 9     | 0     | 0     | 0     | 0        | 0     | 0     | 2        | 1           | ----  | 41    | 9.1      | 6        | 0           | 7        | 1     | 0        | 7        | 1     | 0        | 6     | 6        | 5.79     | 1.39    |
| 2008     | NYY      | 60    | 0     | 0     | 0     | 0        | 5     | 3     | 0        | 10          | .625  | 253   | 57.2     | 52       | 7           | 29       | 6     | 3        | 63       | 4     | 0        | 23    | 23       | 3.59     | 1.40    |
| 2009     | NYY      | 25    | 0     | 0     | 0     | 0        | 3     | 1     | 0        | 3           | .750  | 118   | 25.2     | 23       | 5           | 14       | 0     | 4        | 18       | 0     | 0        | 17    | 17       | 5.96     | 1.44    |
| 2009     | CLE      | 22    | 0     | 0     | 0     | 0        | 1     | 2     | 0        | 3           | .333  | 107   | 24.2     | 19       | 3           | 14       | 0     | 2        | 22       | 0     | 1        | 16    | 12       | 4.38     | 1.34    |
| '09計    | CLE      | 47    | 0     | 0     | 0     | 0        | 4     | 3     | 0        | 6           | .571  | 225   | 50.1     | 42       | 8           | 28       | 0     | 6        | 40       | 0     | 1        | 33    | 29       | 5.19     | 1.39    |
| 2010     | FLA      | 48    | 0     | 0     | 0     | 0        | 3     | 3     | 0        | 19          | .500  | 201   | 48.0     | 32       | 5           | 29       | 0     | 1        | 54       | 2     | 0        | 20    | 20       | 3.75     | 1.27    |
| 2011     | PIT      | 79    | 0     | 0     | 0     | 0        | 2     | 4     | 1        | 27          | .333  | 305   | 71.0     | 54       | 6           | 34       | 3     | 4        | 79       | 5     | 1        | 32    | 30       | 3.80     | 1.24    |
| 2012     | MIL      | 72    | 0     | 0     | 0     | 0        | 5     | 4     | 1        | 10          | .556  | 300   | 67.0     | 61       | 5           | 40       | 1     | 2        | 79       | 1     | 0        | 29    | 27       | 3.63     | 1.51    |
| 2013     | HOU      | 42    | 0     | 0     | 0     | 0        | 0     | 4     | 19       | 0           | .000  | 254   | 43.0     | 29       | 4           | 14       | 0     | 3        | 44       | 2     | 0        | 15    | 14       | 2.93     | 1.00    |
| 2013     | DET      | 25    | 0     | 0     | 0     | 0        | 0     | 1     | 2        | 9           | .000  | 85    | 19.2     | 16       | 2           | 8        | 1     | 1        | 16       | 0     | 0        | 8     | 7        | 3.20     | 1.22    |
| '13計    | DET      | 67    | 0     | 0     | 0     | 0        | 0     | 5     | 21       | 9           | .000  | 339   | 62.2     | 45       | 6           | 22       | 1     | 4        | 60       | 2     | 0        | 23    | 21       | 3.02     | 1.07    |
| 2014     | CHC      | 12    | 0     | 0     | 0     | 0        | 0     | 1     | 0        | 0           | .000  | 64    | 13.1     | 12       | 2           | 11       | 0     | 3        | 13       | 3     | 0        | 12    | 12       | 8.10     | 1.73    |
| 2014     | HOU      | 34    | 0     | 0     | 0     | 0        | 4     | 0     | 1        | 6           | 1.000 | 139   | 32.2     | 25       | 4           | 16       | 1     | 0        | 37       | 3     | 0        | 13    | 11       | 3.03     | 1.26    |
| '14計    | HOU      | 46    | 0     | 0     | 0     | 0        | 4     | 1     | 1        | 6           | .800  | 203   | 46.0     | 37       | 6           | 27       | 1     | 3        | 50       | 6     | 0        | 25    | 23       | 4.50     | 1.39    |
| MLB：9年 | MLB：9年 | 440   | 0     | 0     | 0     | 0        | 23    | 23    | 27       | 89          | .500  | 1825  | 423.0    | 337      | 45          | 221      | 13    | 23       | 438      | 22    | 3        | 196   | 184      | 3.91     | 1.32    |

- 2016年度シーズン終了時

### 代表歴
- 2013 ワールド・ベースボール・クラシック・ドミニカ共和国代表